# Centro Olímpico/Paralímpico de Vancouver

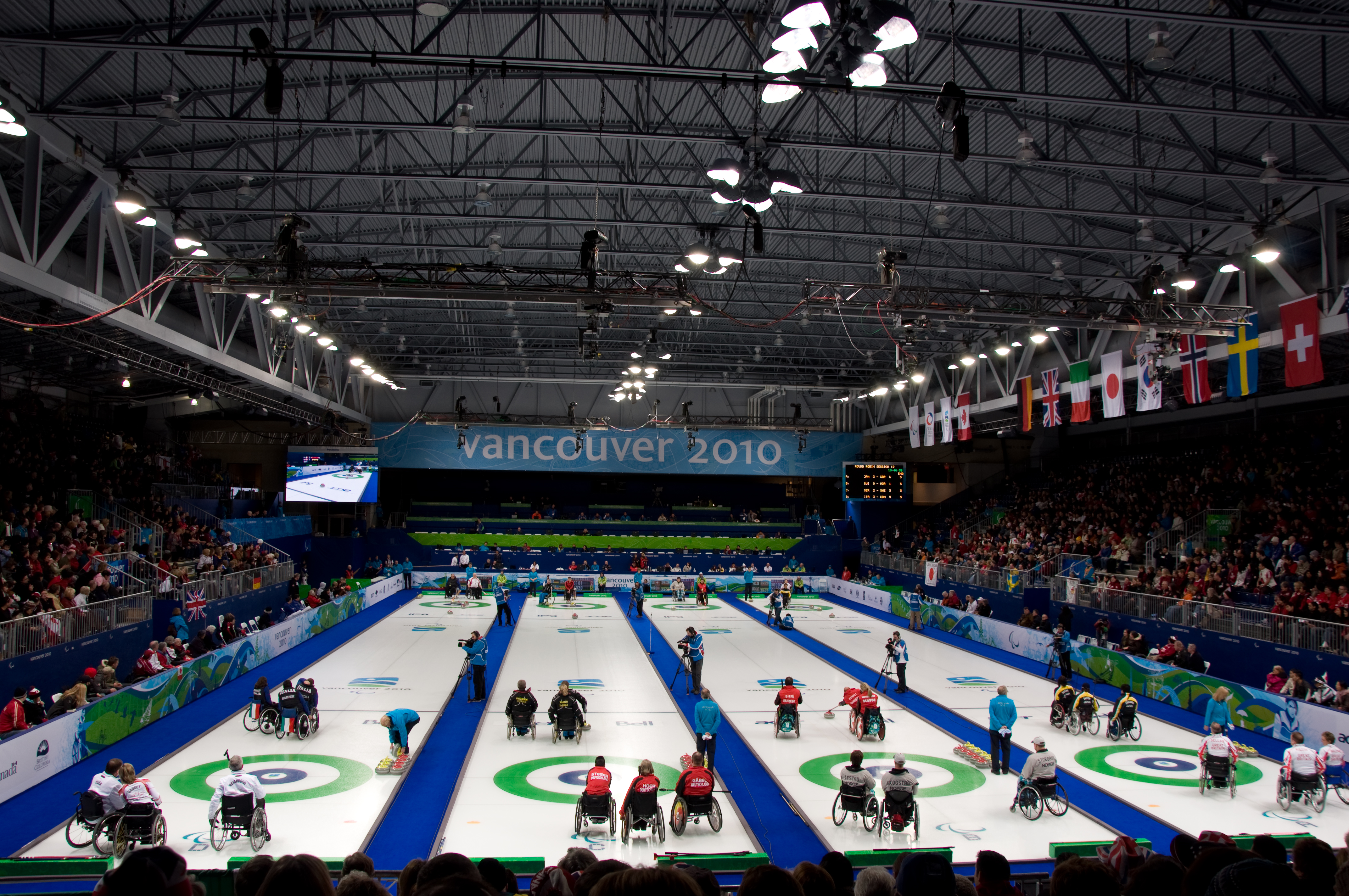
Centro Olímpico de Vancouver durante una competición

El Centro Olímpico/Paralímpico de Vancouver es un centro social y pista de curling situada en Hillcrest Park en Vancouver, Columbia Británica. La construcción comenzó en marzo de 2007; en 2009 hospedó el campeonato mundial junior de curling, pero partes del edificio aún seguían en construcción. Durante las olimpiadas tuvo una capacidad de 6.000 espectadores y se disputaban las competiciones de curling y curling sobre silla de ruedas en las paraolimpiadas

## Tras los Juegos Olímpicos
Tras los Juegos Olímpicos y Paralímpicos, el centro olímpico de Vancouver será convertido en un centro polifuncional en cual incluirá una pista de hockey sobre hielo, gimnasio, biblioteca, 8 pistas de curling entre otros usos de menor envergadura.